# تالانگا
تالانگا (به اسپانیایی: Talanga) یک منطقهٔ مسکونی در هندوراس است که در استان ال پارائیسو واقع شده‌است. تالانگا ۴۱۸ کیلومتر مربع مساحت و ۳۵٬۸۴۳ نفر جمعیت دارد.